# Peperomia dauleana
Peperomia dauleana là một loài thực vật thuộc họ Piperaceae. Đây là loài đặc hữu của Ecuador.